# Rosalba smaragdina
Rosalba smaragdina là một loài bọ cánh cứng trong họ Cerambycidae.